# لیلیانا ابود
لیلیانا ابود (زاده ۵ ژوئیه ۱۹۴۸ در زالاپا، وراکروز، مکزیک) یک بازیگر و نویسنده مکزیکی است. او تمام فعالیت خود را در تلویزیون تله‌ویسا انجام داده‌است.

## زندگی
او یکی از اولین نویسندگانی بود که داستانش را به عنوان بخشی از مسابقه تلویزیونی «خواستگاری‌های تلویزیونی برای فیلم‌نامه نویسان جدید برای رمان‌ها» که در دهه ۱۹۸۰ تأسیس شد تولید کرد. داستان " زخم‌های روح " که او با همکاری لیندی جیاکومن و اریک فون نوشت برنده نشد، اما اولین داستانی بود که با تماشاگران خوب تولید شد.
او تا زمان مرگ ارنستو آلونسو در سال ۲۰۰۷ نویسنده اصلی آخرین ساخته‌های ارنستو بود.
او همچنین از سال ۱۹۹۹ تا ۲۰۱۳ با پروژه روزالیند نویسنده مکزیکی سالوادور مجیا بود. در سال ۲۰۱۷ پس از یک وقفه به عنوان نویسنده با پروژه در سرزمین‌های وحشی به تلویزیون بازگشت و در سال ۲۰۱۹ به عنوان یک بازیگر در فیلم جولیا در مقابل جولیا به صحنه بازگشت.

## فیلم‌شناسی

### تلویزیون
- نامه‌هایی به یک قربانی (۱۹۷۸)
- قطره مردم (۱۹۷۸)
- عشق ممنوع (۱۹۷۹)
- حسرت (۱۹۷۹)
- سراب (۱۹۸۰)
- کلورینا (۱۹۸۰)
- سارا الهی (۱۹۸۰)
- صدقه عشق (۱۹۸۱)
- گابریل و گابریلا (۱۹۸۲–۱۹۸۳)
- یک قلب (۱۹۸۳)
- تو یا هیچ‌کس (Ruf des Herzens) (1985)
- میراث نفرین شده (۱۹۸۶–۱۹۸۷)
- گل رز وحشی (Die wilde Rose) (1987-1988)
- مادر دوم من (۱۹۸۹)
- جولیا در مقابل جولیا (۲۰۱۹)

### فیلم‌ها
- بلبل چینی (۱۹۸۶)
- راپانسل (۱۹۸۶)
- شاه میداس (۱۹۸۶)
- هانزل و گرتل (۱۹۸۶)
- گربه با چکمه (۱۹۸۶)
- دوشیزه خردمند (۱۹۸۶)
- بانو یا شیر (۱۹۸۶)
- پسری که می‌خواست بلرزد (۱۹۸۶)
- اخلاق قدیمی (۱۹۸۸)
- وحشت صمیمی (۱۹۹۲)